# هنتر تيلو
هنتر تيلو (بالإنجليزية: Hunter Tylo)‏ (ولدت ديبورا جو هنتر، 3 يوليو 1962) ممثلة مؤلفة وعارضة أزياء أمريكية سابقة، واشتهرت بدور د. تايلور هايز في مسلسل الجريء والجميلة.

## روابط خارجية
- Hunter Tylo Official Site
- Hunter Tylo's Charity
- هنتر تيلو على موقع IMDb (الإنجليزية)
- هنتر تيلو على موقع روتن توميتوز (الإنجليزية)
- هنتر تيلو على موقع ألو سيني (الفرنسية)
- هنتر تيلو على موقع أول موفي (الإنجليزية)
- هنتر تيلو على موقع إن إن دي بي (الإنجليزية)
- هنتر تيلو على موقع قاعدة بيانات الفيلم (الإنجليزية)
- هنتر تيلو على موقع كينوبويسك (الروسية)
- Hunter Tylo on the Net
- Retinoblastoma International